# Tally Hall (zenekar)
A Tally Hall (vagy tallyhall) amerikai rockegyüttes, amely 2002 decemberében alakult a michigani Ann Arborban, és a 2011-es Good & Evil turnéjuk befejezéséig aktív volt. A zenekar eklektikus zenei stílusáról, a vokális harmóniák széleskörű használatáról és elkötelezett rajongótáboráról ismert a közösségi oldalakon. A tagok eredetileg „wonky rock”-ként írták le zenei stílusukat, majd később „fabloo”-ként definiálták újra, hogy ne határozza meg bármilyen konkrét műfaj a zenéjüket, miután a kritikusok elkezdték meghatározni a „wonky rock” jellemzőit.
A Tally Hallnak öt tagja van, akiket nyakkendőjük színe különböztet meg: Rob Cantor gitáros (sárga), Joe Hawley gitáros (piros), Ross Federman dobos (szürke), Andrew Horowitz billentyűs (zöld) és Zubin Sedghi basszusgitáros (kék). Nem a zenekar tagjai hivatalosan, de van nyakkendője Casey Shea-nek (fekete) és Bora Karaca-nak (narancssárga) is.
Az Atlantic Records lemezkiadó után Tally Hall ismét leszerződött a Quack! Media nevű indie kiadóhoz, amely korábban segített debütáló stúdióalbumuk, a Marvin's Marvelous Mechanical Museum  finanszírozásában és terjesztésében 2005. október 24-én. 2011. június 21-én jelent meg második albumuk, a Good & Evil.

## Fordítás
Ez a szócikk részben vagy egészben  a   Tally Hall című angol Wikipédia-szócikk ezen változatának fordításán alapul.  Az eredeti cikk szerkesztőit annak laptörténete sorolja fel. Ez a jelzés csupán a megfogalmazás eredetét és a szerzői jogokat jelzi, nem szolgál a cikkben szereplő információk forrásmegjelöléseként.